# Temple de Nyon
Le temple de Nyon, également appelé église réformée Notre-Dame de Nyon, est un temple protestant situé dans la ville de Nyon, en Suisse. La paroisse est membre de l'Église évangélique réformée du canton de Vaud.

## Présentation générale
Le temple de Nyon est un bâtiment d'origine médiéval situé à Nyon et destiné au culte de l'Église évangélique réformée du canton de Vaud depuis l'introduction de la Réforme sur le territoire vaudois en 1537,. Des activités culturelles (ex : concerts) sont également organisées dans le temple.
Le chœur, la partie la plus ancienne de l'édifice, date du XIIe siècle. Une importante restauration a été achevée en 2016.
Le temple et plusieurs de ses éléments (cloches, buffet de l'orgue) sont inscrits aux monuments historiques (bien culturel suisse d'importance nationale ; note de 1). Il est propriété de la commune de Nyon.

## Histoire

Temple de Nyon, vue extérieure du chevet avec baies romanes, photographie de Max van Berchem, 1898 (EAD-7401).

Le temple de Nyon était à l'origine l'église catholique Notre-Dame. Il s'agit de la plus ancienne église chrétienne de la ville, la construction du bâtiment actuel remonte au XIIe siècle pour le chœur (d'architecture romane) et au XVe siècle pour la nef (architecture de style gothique tardif). En 1442, d'importants travaux ont été réalisés pour éviter que l'édifice ne soit détruit,. Le bâtiment présente un décor peint vraisemblablement dans la seconde moitié du XIIIe siècle représentant la Pentecôte.
En 1537, la Réforme prostestante est introduite à Nyon avec l'annexion du Pays de Vaud par Berne. L'église Notre-Dame devient alors le temple de Nyon. Les experts estiment qu'une chaire, aujourd'hui disparue, a probablement été installée dans l'édifice à cette époque.
En 1795, le clocher du temple est supprimé. D'un poids trop important pour les fondations de l'édifice, il mettait en péril l'ensemble de la structure et déformait la voûte de la nef,.
À partir des années 1920, plusieurs travaux vont permettre de rénover et embellir l'édifice. Des vitraux réalisés pour les fenêtres basses de l'édifice sont installés. Ils ont été réalisés par l'artiste François de Ribaupierre entre 1924 et 1951. Le clocher de l'église est également reconstruit en 1936 et muni de 5 cloches,,.
À partir de 1997, les autorités municipales entament une réflexion sur la réalisation de travaux de réfection du temple. En 2008, un diagnostic complet de l'édifice révèle des dégradations importantes de certaines parties de l'église. Les discussions aboutissent en 2013 et les travaux de rénovation et modernisation sont lancés.
Afin de marquer les différentes époques de l'architecture de l'édifice et leurs éléments caractéristiques, des teintes différentes sont utilisées pour l'enveloppe extérieur. L'intérieur du bâtiment, notamment les murs, les peintures et la volumétrie de la nef, est particulièrement concerné par la réfection. L'objectif est de mettre en valeur le volume de la nef, le décor peint de la Pentecôte ainsi que les vitraux de François de Ribeaupierre. De l'enduit est également posé sur le tuffeau à l'intérieur du temple dans le but d'améliorer les qualités acoustiques de l'édifice lorsque l'orgue joue. Confiés aux architectes Glatz & Delachaux et Christophe Amsler, les travaux sont terminés à la fin de l'année 2016,.
Sur le plan liturgique, la rénovation est accompagnée d'une reconfiguration du plan de l'église. Les bancs sont placées dans le sens de la largeur, afin de retrouver leur configuration d'avant 1920. Les spécialistes indiquent que cette disposition plus intimiste permet de centrer le culte sur la parole, élément fondamental de la Tradition protestante.

## Cloches
Depuis 2016 et la réinstallation de toutes les cloches, le clocher compte 7 cloches. À sa construction en 1936, il en comptait 5,.
La plus ancienne cloche date de 1446 et porte sur son flanc une prière dédiée à la vierge Marie. Fêlée en plusieurs endroits, elle n'était plus jouée avant sa restauration en 2013. Cette année là, elle est retirée afin d'être restaurée aux Pays-Bays. Elle est réinstallée dans le clocher en 2016 et occupe une place dans le carillon,.
Une autre cloche du temple a été conçue en 1518. Fondue par Pocteti et Balieri, la cloche mesure près de 1 mètres de diamètre et sa couronne en bronze est épaisse. Initialement destinée à une église nyonnaise disparue dédiée aux martyrs de la Légion Thébaine, la cloche de style gothique mentionne une prière à Jésus, Marie et plusieurs martyrs (notamment Amancius, Alexander, Gordianus ou Macrimus). Les symboles de Pierre (Clé), André (Croix) et Paul (glaive) sont également dessinés sur les flancs de la cloche. La cloche est installée au temple aux alentours de 1537 et y reste jusqu'à la destruction du clocher en 1795. Elle est ensuite déplacée à la Tour de l'Horloge puis réinstallée dans le nouveau clocher en 1936. Elle est rénovée entre 2013 et 2016 après qu'une expertise ait montré une usure importante de sa couronne,.
La plus petite cloche a été fondue en 1617. Initialement liée à l'horloge du clocheton du temple, elle a ensuite été installée à la poste de Bel-Air puis déposée au musée du Château de Nyon. Elle est réinstallée dans le clocher en 2016.
Quatre cloches modernes ont été fondues en 1936 à Aarau par le fondeur Hermann Ruëtschi. Elles faisaient partie des cinq cloches du clocher de 1936.
En 2016, les cloches restaurées sont réinstallées dans le clocher. Par tradition, des écoliers réalisent le cortège des cloches dans la ville et les installent symboliquement dans le clocher.
Les cloches de 1446, 1518 et 1617 sont inscrites aux monuments historiques.

## Orgue
En 1780, un orgue conçu par le facteur Samson Scherrer est installé dans le temple de Nyon. L'instrument est muni d'environ 2000 tuyaux.
En 1963, l'a tuyauterie de l'instrument est refaite. Toutefois, le métal utilisé lors de cette rénovation n'est pas de bonne qualité. En 2013, il est décidé de profondément remanier l'orgue en complément des travaux de restauration du temple. Les spécialistes plaident pour que l'intégralité de la tuyauterie soit refaite et que le buffet original de l'instrument Scherrer soit rénové. Les travaux sont confiés au facteur Pascal Quoirin et achevés en 2016,.
Dans le cadre des travaux des années 2010, l'architecture intérieure de l'édifice dédiée à l'orgue évolue : la tribune est abaissée et rétrécie pour moins empiéter sur l'espace de la nef et améliorer l'acoustique globale de l'instrument. En complément, un positif de dos jugé peu utile et inesthétique est supprimé.
La rénovation de l'orgue permet de redonner de réorienter l'instrument vers le style classique, le style de sa conception.
Le buffet de l'orgue, datant du XVIIIe siècle, est classé aux monuments historiques.
L'organiste titulaire depuis 1988 est Daniel Meylan.